# Покровская, Алла Борисовна
А́лла Бори́совна Покро́вская (18 сентября 1937, Москва, СССР — 25 июня 2019, Москва, Россия) — советская и российская актриса театра и кино, театральный режиссёр; народная артистка РСФСР (1985). Педагог Школы-студии МХАТ, профессор (1988).
Супруга актёра и режиссёра, народного артиста СССР Олега Ефремова; мать актёра, заслуженного артиста Российский Федерации Михаила Ефремова.

## Биография
Алла Покровская родилась 18 сентября 1937 года в Москве в творческой семье. Её отец — оперный режиссёр, народный артист СССР Борис Покровский (1912—2009). Покровская по материнской линии была правнучкой просветителя и гуманиста И. Я. Яковлева.
Алла Покровская мечтала стать актрисой, но родители были против. Поэтому она поступила на филологический факультет Московского педагогического института, но, проучившись всего один год, оставила учёбу. Начала заниматься в театральном кружке при московском Доме учителя. Благодаря этой подготовке, смогла поступить в Школу-студию МХАТ на курс Виктора Станицына, который окончила в 1959 году.
После окончания учёбы была принята в труппу Московского театра «Современник», в котором проработала 45 лет.
В 1979 году Алла Покровская начала педагогическую деятельность. Была профессором Школы-студии МХАТ. Преподавала на актёрском факультете Школы-студии и в её зарубежных филиалах (Летняя школа К. С. Станиславского в Кембридже, аспирантская программа совместно с Университетом Карнеги — Меллон в Питтсбурге).
В 2004 году была принята в труппу МХТ имени А. П. Чехова. Длительное время продолжала творческое сотрудничество с театром «Современник».
Всего снялась в 47 работах в советском и российском кинематографе.
В марте 2014 года вместе с сыном Михаилом Ефремовым выразила своё несогласие с политикой российской власти на Украине и в Крыму.
Последнее время страдала от болезней, связанных с печенью, что не позволяло переливать кровь. 25 июня 2019 года Алла Покровская скончалась в Москве на 82-м году жизни от заражения крови.
27 июня 2019 года в МХТ имени Чехова прошла гражданская панихида. Похоронена в Москве на Троекуровском кладбище рядом с матерью (участок № 5).

### Семья
Прадед — Иван Яковлевич Яковлев (1848—1930), чувашский просветитель, православный миссионер, педагог, организатор народных школ, создатель нового чувашского алфавита и учебников чувашского и русского языков для чувашей, писатель, переводчик, фольклорист.
Отец — Борис Александрович Покровский (1912—2009), оперный режиссёр, народный артист СССР (1961). Похоронен в Москве на Новодевичьем кладбище (участок № 10).
Мать — Анна Алексеевна Некрасова (1913—2003), режиссёр Российского академического молодёжного театра, народная артистка РСФСР (1990). Похоронена в Москве на Троекуровском кладбище (участок № 5).
Муж — Олег Николаевич Ефремов (1927—2000), театральный режиссёр, актёр, педагог, театральный деятель, народный артист СССР (1976). Похоронен в Москве на Новодевичьем кладбище (участок № 2).
- Сын — Михаил Олегович Ефремов (род. 1963), актёр театра и кино, заслуженный артист РФ (1995)[7].
  - Внуки:
  - Никита Ефремов (род. 1988), актёр Московского театра «Современник»[7],
  - Николай (род. 1991), актёр, играл в телесериале «Белая гвардия»[7] жена (с 2019) — Влада Киселёва (род. 1987), работает в сфере рекламы и образования, дочь Алла (род. 15.11.2019),
  - Анна Мария (род. 2000)[7],
  - Вера (род. 2005)[7],
  - Надежда (род. 2007)[7],
  - Борис (род. 2010).[источник не указан 1212 дней]

## Творчество

### Актёрские работы в театрах

#### Московский театр «Современник»(1959—1998)
- 1959 — «Пять вечеров» (А. М. Володин) — Зоя
- 1960 — «Голый король» (Е. Шварц) — Фрейлина
- 1960 — «Третье желание» (В. Блажек) — его друзья
- 1961 — «Вечно живые» (В. Розов) — Вероника
- 1961 — «Друг детства» (М. Львовский) — Майя
- 1961 — «Четвёртый» (К. Симонов) — женщина, на которой Он женился
- 1962 — «По московскому времени» (Л. Зорин) — Тоня
- 1962 — «Старшая сестра» (А. Володин) — Лида
- 1963 — «Без креста!» (В. Тендряков) — Венька
- 1964 — «В день свадьбы» (В. Розов) — Рита
- 1965 — «Оглянись во гневе» (Д. Осборн) — Элисон Портер
- 1965 — «Всегда в продаже» (В. Аксёнов) — Элла
- 1967 — «Традиционный сбор» (В. Розов) — Лиза Хренова
- 1967 — «Народовольцы» (А. Свободин) — Софья Перовская
- 1967 — «Большевики» (М. Шатров) — 2-я девушка
- 1968 — «На дне» (М. Горький)— Наташа
- 1969 — «Вкус черешни» (А. Осецка) — женщина
- 1970 — «С вечера до полудня» (В. Розов) — сестра Кима
- 1971 — «Свой остров» (Р. Каугвер) — Хелью
- 1971 — «Валентин и Валентина» (М. Рощин) — мать Валентины
- 1973 — «Восхождение на Фудзияму» (Ч. Айтматов, К. Мухаметжанов) — Алмагуль
- 1973 — «Погода на завтра» (М. Шатров) — Уралова
- 1975 — «Эшелон» (М. Рощин) — Маша
- 1977 — «Фантазии Фарятьева» (А. Соколова) — Александра
- 1977 — «Обратная связь» (А. Гельман) — Вязникова
- 1978 — «Генрих IV» (Л. Пиранделло) — маркиза
- 1980 — «Спешите делать добро» (М. Рощин) — Зоя
- 1983 — «Восточная трибуна» (А. Галин) — Шура Подрезова
- 1987 — «Стена» (А. Галин) — Софья Андреевна
- 1989 — «Крутой маршрут» (Е. Гинзбург) — Дерковская
- 1989 — «Привидения» (Г. Ибсен) — Фру Алвинг
- 1995 — «Виндзорские насмешницы» (У. Шекспир) — Миссис Пейдж
- 1998 — «Аккомпаниатор» (А. Галин) — Жанна Болотова

#### «Табакерка» (1999)
- 1999 — «Идиот» (Ф. М. Достоевский) — Елизавета Прокофьевна Епанчина

#### МХТ имени Чехова(2004—2011)
- 2004 — «Изображая жертву» (Братья Пресняковы) — женщина в кимоно
- 2004 — «Мещане» (М. Горький) — Акулина Ивановна
- 2005 — «Господа Головлёвы» (М. Е. Салтыков-Щедрин) — Арина Петровна Головлёва
- 2009 — «Дыхание жизни» (Дэвид Хэйр) — Мадлен Палмер
- 2011 — «Дом» (Е. В. Гришковец) — Валентина Николаевна, мама Оли

### Режиссёрские работы в театрах
- 2000 — «Бабье царство» (А. Чехов, С. Арсентьев) — МХТ им. А. П. Чехова
- 2002 — «Ромео и Джульетта» (У. Шекспир) — Московский драматический театр имени А. С. Пушкина
- 2008 — «Косметика врага» — Московский драматический театр имени А. С. Пушкина
- 2012 — «Не всё коту масленица» (фильм-спектакль) —

### Фильмография
- 1965 — Строится мост — Ольга Перова
- 1966 — Июльский дождь — Лёля Курихина
- 1969 — Свой — Татьяна Васильевна Сергеева, следователь прокуратуры
- 1969 — Тоска —
- 1974 — Выбор цели — Таня
- 1974 — Свой остров —
- 1975 — Дневник директора школы — Лида
- 1975 — Следствие ведут ЗнаТоКи. Ответный удар — Мария Бах
- 1975 — Такая короткая долгая жизнь — Маргарита Карловна
- 1976 — Дневной поезд — Инга
- 1976 — Семейная мелодрама — учительница литературы
- 1976 — Степной король Лир (фильм-спектакль) —
- 1976 — Угощаю рябиной —
- 1978 — Однофамилец — Валентина Львовна (Аля) Лазарева
- 1979 — Активная зона — Ольга Викторовна Серебровская
- 1980 — Дом у кольцевой дороги — Любовь Владимировна
- 1980 — Кодовое название «Южный гром» — майор контрразведки Зинаида Ивановна Чумакова
- 1980 — Охота на лис — Ольга Сергеевна
- 1982 — Спешите делать добро — Зоя
- 1984 — Третий в пятом ряду — Вера Матвеевна
- 1985 — Чужой звонок — мать Натальи
- 1987 — И снова Крижевский — Маргарита
- 1988 — Автопортрет неизвестного — мать Рябова
- 2001 — Не покидай меня, любовь (сериал) — Кира Петровна
- 2004 — 12 стульев —
- 2006 — Господа Головлёвы (фильм-спектакль) —
- 2008 — Тормозной путь (сериал) — Анна Юрьевна
- 2008 — Крутой маршрут (фильм-спектакль) —
- 2009 — Черчилль — Зоя Александровна Редько
- 2011 — Высоцкий. Спасибо, что живой — мать Высоцкого

### Озвучивание мультфильмов
- 1984 — Сказка о царе Салтане — Ткачиха

## Признание

### Государственные награды и звания
- 1974 — почётное звание «Заслуженный артист РСФСР» — за заслуги в области советского театрального искусства[8].
- 1985 — почётное звание «Народный артист РСФСР» — за заслуги в области советского театрального искусства[9].
- 1998 — кавалер ордена Дружбы — за многолетнюю плодотворную деятельность в области театрального искусства и в связи со 100-летием Московского художественного академического театра[10].
- 2008 — кавалер ордена Почёта — за заслуги в развитии отечественной культуры и искусства, многолетнюю плодотворную деятельность[11].

### Общественные награды и премии
- 1998 — лауреат премии К. С. Станиславского в номинации «Театральная педагогика. За воспитание нового поколения актёров»[1].
- 2003 — лауреат премии города Москвы в области литературы и искусства в номинации «Просветительская деятельность» — за охранение и умножение традиций русской театральной педагогики[12]
- 2004 — лауреат театральной премии «Чайка» в номинации «Лучший актёрский дуэт» (с актёром Андреем Мягковым) — за исполнение роли Акулины Ивановны в спектакле «Мещане» по пьесе М. Горького «Мещане» режиссёра Кирилла Серебренникова[13].
- 2018 — Российская национальная театральная премия «Золотая маска» «За выдающийся вклад в развитие театрального искусства»[14]